# 津曲義光
津曲 義光（つまがり よしみつ、1946年（昭和21年）7月8日 - 2011年（平成23年）11月27日）は、日本の元航空自衛官である。福岡県出身。第27代航空幕僚長。位階は従三位。戦後生まれ最初の航空幕僚長であった。

## 略歴
- 1969年（昭和44年）3月：防衛大学校卒業（第13期）、航空自衛隊入隊（第51期幹候）
- 1980年（昭和55年）7月：3等空佐
- 1984年（昭和59年）1月：2等空佐
- 1988年（昭和63年）1月：1等空佐
- 1990年（平成02年）4月1日：航空幕僚監部防衛部防衛課業務計画班長
- 1992年（平成04年）3月23日：第83航空隊整備補給群司令
- 1993年（平成05年）12月1日：航空幕僚監部装備部装備課長
- 1994年（平成06年）7月1日：空将補昇任
- 1995年（平成07年）3月23日：西部航空方面隊司令部幕僚長
- 1996年（平成08年）7月1日：西部航空警戒管制団司令兼春日基地司令
- 1997年（平成09年）7月1日：航空幕僚監部装備部長
- 1999年（平成11年）12月10日：空将に昇任、北部航空方面隊司令官
- 2001年（平成13年）3月27日：第11代 航空支援集団司令官
- 2003年（平成15年）3月27日：第27代 航空幕僚長に就任
- 2005年（平成17年）1月12日：退官。その後日本電気顧問を務める（2011年4月まで）
- 2011年（平成23年）11月27日：食道がんのため入院先の自衛隊福岡病院で死去（享年65）。叙・従三位、瑞宝重光章が追贈された[1]

## 栄典
- リージョン・オブ・メリットコマンダー（司令官級勲功章） - 2004年（平成16年）10月19日[2]
- 瑞宝重光章 - 2011年（平成23年）11月27日